# Microsoft Office 92
Microsoft Office 92 (właśc. Microsoft Office 3.0) – jeden z pierwszych pakietów Office, wydany 30 sierpnia 1992 roku. Wydany został na platformy DOS i Windows. Niektóre programy, które zostały wprowadzone do pakietu, powstały znacznie wcześniej, bo w latach 80. Oficjalnym następcą Office 92 został Microsoft Office 4.0.
Microsoft Office 92 to nazwa marketingowa dodana w znacznie późniejszym okresie sprzedaży pakietu, który debiutował na międzynarodowych rynkach jako Microsoft Office 3.0.